# Fil de Dragiva
Fil de Dragiva är en bergstopp i Schweiz.   Den ligger i regionen Moesa och kantonen Graubünden, i den sydöstra delen av landet, 150 km öster om huvudstaden Bern. Toppen på Fil de Dragiva är 2 730 meter över havet, eller 21 meter över den omgivande terrängen. Bredden vid basen är 0,09 km.
Terrängen runt Fil de Dragiva är huvudsakligen mycket bergig. Närmaste större samhälle är Biasca, 15,2 km väster om Fil de Dragiva. 
I omgivningarna runt Fil de Dragiva växer i huvudsak blandskog. Runt Fil de Dragiva är det mycket glesbefolkat, med 7 invånare per kvadratkilometer.